# Притикино (Тотемський район)
Прити́кино (рос. Притыкино) — присілок у складі Тотемського району Вологодської області, Росія. Входить до складу П'ятовського сільського поселення.

## Населення
Населення — 9 осіб (2010; 8 у 2002).
Національний склад (станом на 2002 рік):
- росіяни — 100 %